# 10 lat samotności
10 lat samotności – szesnasty album studyjny zespołu Budka Suflera, pierwszy i jedyny wydany za życia z udziałem Felicjana Andrzejczaka. Premiera albumu miała miejsce 20 listopada 2020 roku. Wszystkie utwory skomponował Romuald Lipko, a teksty napisali Bogdan Olewicz, Zbigniew Hołdys, Marek Dutkiewicz, Jacek Cygan, Andrzej Kuryło i Tomasz Zeliszewski.

## Lista utworów
| 1.  | "10 lat samotności" (muz. R. Lipko, sł. Z. Hołdys)              | 4:59  |
|     |                                                                 |       |
| 2.  | "Maski" (muz. R. Lipko, sł. T. Zeliszewski)                     | 3:43  |
|     |                                                                 |       |
| 3.  | "Lubię patrzeć kiedy śpisz" (muz. R. Lipko, sł. T. Zeliszewski) | 3:22  |
|     |                                                                 |       |
| 4.  | "Ziemia jest płaska" (muz. R. Lipko, sł. Z. Hołdys)             | 3:38  |
|     |                                                                 |       |
| 5.  | "Powrotów nie ma już" (muz. R. Lipko, sł. M. Dutkiewicz)        | 4:51  |
|     |                                                                 |       |
| 6.  | "Nowa podróż" (muz. R. Lipko, sł. B. Olewicz)                   | 3:31  |
|     |                                                                 |       |
| 7.  | "Odwołany lot" (muz. R. Lipko, sł. M. Dutkiewicz)               | 4:23  |
|     |                                                                 |       |
| 8.  | "Niebo co dzień" (muz. R. Lipko, sł. T. Zeliszewski)            | 4:55  |
|     |                                                                 |       |
| 9.  | "Zdolna jesteś to wiesz" (muz. R. Lipko, sł. B. Olewicz)        | 3:51  |
|     |                                                                 |       |
| 10. | "Droga" (muz. R. Lipko, sł. J. Cygan)                           | 4:36  |
|     |                                                                 |       |
| 11. | "Ślepy traf" (muz. R. Lipko, sł. B. Olewicz)                    | 4:11  |
|     |                                                                 |       |
| 12. | "Czego ty od życia chcesz" (muz. R. Lipko, sł. A. Kuryło)       | 4:14  |
|     |                                                                 |       |
| 13. | "To dobry moment" (muz. R. Lipko, sł. J. Cygan)                 | 4:22  |
|     |                                                                 |       |
|     |                                                                 | 54:36 |
|     |                                                                 |       |

## Twórcy[2]
- Felicjan Andrzejczak – śpiew
- Tomasz Zeliszewski – perkusja,
- Mieczysław Jurecki – gitara basowa
- Piotr Sztajdel – instrumenty klawiszowe
- Robert Dudzic – instrumenty perkusyjne
- Dariusz Bafeltowski – gitara
- Piotr Bogutyn – gitara
- Robert Żarczyński – wokal wspierający (w utworze "To dobry moment")
- Ewa Szlachcic – wokal wspierający
- Anna Rosochacka – wokal wspierający

- Robert Dudzic – miks i mastering
- Zbigniew Hołdys – tekst
- Bogdan Olewicz – tekst
- Marek Dutkiewicz – tekst
- Jacek Cygan – tekst
- Tomasz Zeliszewski – tekst
- Andrzej Kuryło – tekst
- Romuald Lipko – muzyka